# Concert du nouvel an 1950 à Vienne
Le concert du nouvel an 1950 de l'orchestre philharmonique de Vienne, qui a lieu le 1er janvier 1950, est le 10e concert du nouvel an donné au Musikverein, à Vienne, en Autriche. Il est dirigé pour la 8e fois dont la 3e consécutive par le chef d'orchestre autrichien Clemens Krauss.
Johann Strauss II y est toujours le compositeur principal, mais son frère Josef ouvre le programme avec quatre pièces et leur père Johann est de nouveau représenté avec sa célèbre Marche de Radetzky qui clôt le concert.
Cinq pièces sur les quatorze au total sont jouées pour la première fois au concert du nouvel an.

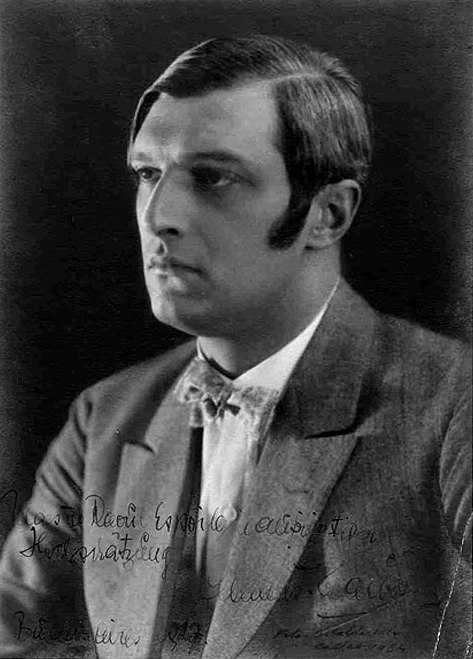
Le chef Clemens Kraus

## Programme
Les pièces suivies d'un astérisque (*) sont jouées pour la première fois.
1. Josef Strauss : Aquarellen, valse, op. 258
2. Josef Strauss : Moulinet-Polka, polka française, op. 57
3. Josef Strauss : Die Schwätzerin, polka-mazurka, op. 144*
4. Josef Strauss : Eislauf, polka rapide, op. 261
5. Johann Strauss II : Télégramme, valse, op. 318*
6. Johann Strauss II : Aurora-Polka, polka, op. 165*
7. Johann Strauss II : Auf der Jagd, polka rapide, op. 373*
8. Johann Strauss II : ouverture de l'opérette Waldmeister
9. Johann Strauss II : Im Krapfenwald’l, polka française, op. 336
10. Johann Strauss II : Vergnügungszug, polka rapide, op. 281
11. Johann Strauss II : Seid umschlungen Millionen, valse, op. 443*

### Rappels
1. Johann Strauss II : Perpetuum mobile. Ein musikalischer Scherz, scherzo, op. 257
2. Johann Strauss II : Le Beau Danube bleu, valse, op. 314
3. Johann Strauss : Marche de Radetzky, marche, op. 228

Les compositeurs joués
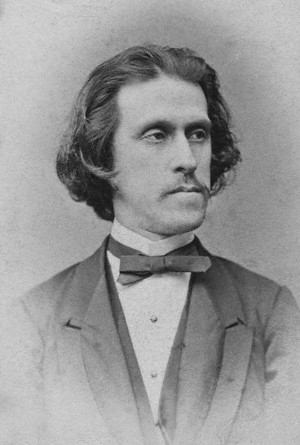
Josef Strauss
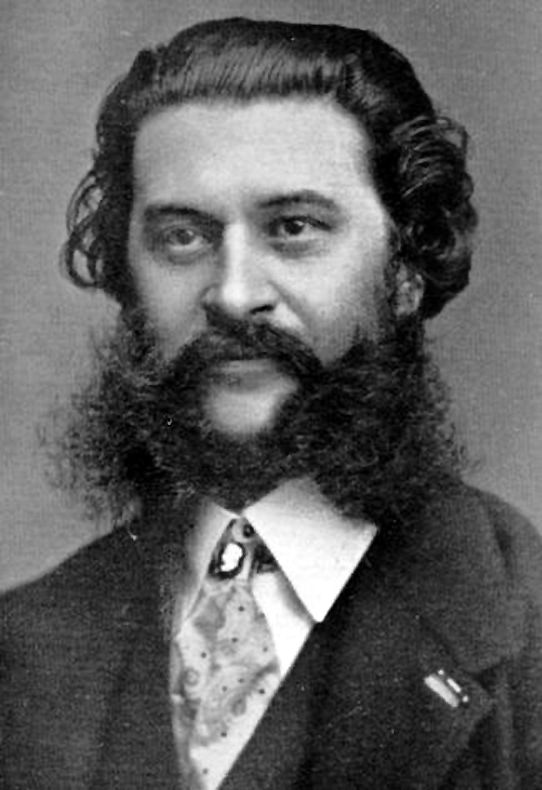
Johann Strauss (fils)
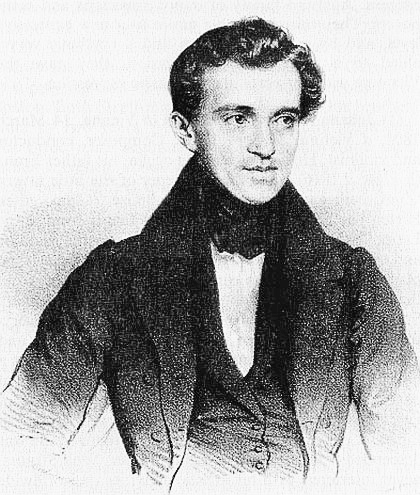
Johann Strauss (père)